# Eleição municipal de Santos em 1996
A eleição municipal de Santos em 1996 ocorreu em 3 de outubro (1º turno) e 15 de novembro (2º turno), com o objetivo de eleger o prefeito, vice-prefeito e vereadores da cidade de Santos, no estado de São Paulo. O pleito foi marcado por forte polarização entre a ex-prefeita Telma de Souza (PT) e o deputado federal Beto Mansur (PPB), que acabou vencendo no segundo turno.

## Contexto
Santos vinha de duas gestões consecutivas do Partido dos Trabalhadores (PT): Telma de Souza (1989–1992) e David Capistrano Filho (1993–1996). A eleição de 1996 foi vista como um referendo sobre a continuidade do projeto petista na cidade.

## Candidatos
Os principais candidatos à prefeitura foram:
- Telma de Souza (PT) – Ex-prefeita e deputada federal.
- Beto Mansur (PPB) – Empresário e deputado federal.
- Oswaldo Justo (PMDB) – Ex-prefeito de Santos.
- Edmur Mesquita (PSDB) – Deputado estadual.
- Gilson Miguel (PV) – Ativista ambiental.

## Resultados

### Primeiro turno
O primeiro turno foi realizado em 3 de outubro de 1996. Telma de Souza liderou, mas não obteve maioria absoluta, levando à realização do segundo turno.
| Candidato      | Partido | Votos   | Percentual |
| -------------- | ------- | ------- | ---------- |
| Telma de Souza | PT      | 109.991 | 37,45%     |
| Beto Mansur    | PPB     | 94.087  | 32,07%     |
| Oswaldo Justo  | PMDB    | 60.761  | 20,69%     |
| Edmur Mesquita | PSDB    | 23.203  | 7,90%      |
| Gilson Miguel  | PV      | 5.803   | 1,97%      |

### Segundo turno
O segundo turno foi realizado em 15 de novembro de 1996. Beto Mansur venceu com uma margem apertada.
| Candidato      | Partido | Votos            | Percentual |
| -------------- | ------- | ---------------- | ---------- |
| Beto Mansur    | PPB     | 131.036          | 51,4%      |
| Telma de Souza | PT      | 123.800 (aprox.) | 48,5%      |

## Pós-eleição
Beto Mansur assumiu a prefeitura em janeiro de 1997 e foi reeleito em 2000, governando até 2004. Sua gestão foi marcada por políticas de modernização administrativa e parcerias com o setor privado.